# Léon Chevalme
Léon Chevalme, né le 24 décembre 1888 à Paris et mort le 28 mars 1952 dans cette même ville, est un syndicaliste et résistant français.

## Biographie
Ouvrier métallurgiste, militant syndical, il est secrétaire de l'Union des syndicats de Belfort en 1921, puis, l'année suivante, secrétaire adjoint de l'Union départementale CGT du Territoire de Belfort.
En 1923, il remplace Alphonse Merrheim au bureau fédéral des métaux de la CGT, dont il devient un des trois secrétaires nationaux. 
Membre de la commission administrative confédérale à partir de 1925, il participe dans son secteur à la négociation des accords de fusion et devient, en 1936, membre du secrétariat de la fédération réunifiée des métaux.
Après la déclaration de guerre, il est partisan d'une participation du syndicalisme à l'effort de guerre, sur le modèle de la politique de présence menée par Léon Jouhaux pendant la première guerre mondiale, et négocie un accord dans ce sens avec le patronat en octobre 1939.
En 1940, il fait partie des signataires du « Manifeste pour un syndicalisme libre » qui s'oppose aux visées corporatistes du régime de Vichy. Il abandonne d'ailleurs toute responsabilité dans le syndicalisme en 1942, après l'adoption de la Charte du Travail.
Tout en participant à la résistance au sein du réseau Libération-Nord, il devient administrateur, puis directeur du Secours national, devenu Entraide française.
Après la guerre, il rejoint Force ouvrière, et devient secrétaire général de la fédération de métallurgie FO. Il adhère aussi au Mouvement français pour les États-Unis d'Europe.